# Kopciowszczyzna
Kopciowszczyzna (biał. Копцеўшчына; ros. Коптевщина) – wieś na Białorusi, w obwodzie mińskim, w rejonie nieświeskim, w sielsowiecie Horodziej.

## Historia
W dwudziestoleciu międzywojennym leżała w Polsce, w województwie nowogródzkim, w powiecie nieświeskim, w gminie Horodziej. W 1921 miejscowość liczyła 554 mieszkańców, zamieszkałych w 106 budynkach, w tym 466 Białorusinów, 84 Polaków i 4 osoby innej narodowości. 488 mieszkańców było wyznania prawosławnego, 63 rzymskokatolickiego i 3 innego.
Po II wojnie światowej w granicach Związku Sowieckiego. Od 1991 w niepodległej Białorusi.